# 육군

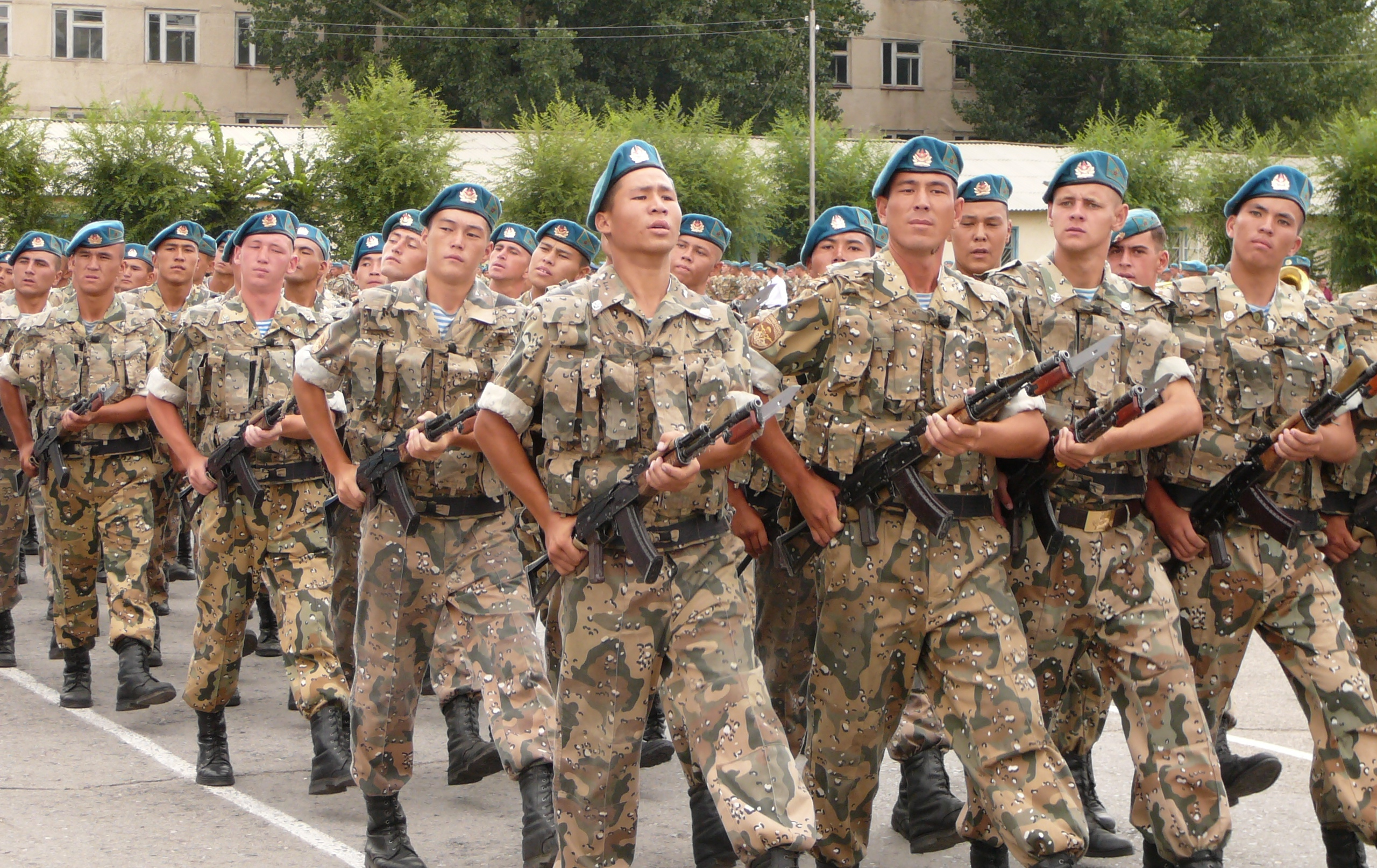
행진하는 카자흐스탄 육군 병사들의 모습

육군(영어: Army)은 지상 전투를 주임무로 하는 군대이다. 인류 역사와 함께 시작되었을 것이라는 것 말고는 기원은 정확히 알 수 없으며, 오랜 역사를 거치는 동안 시대와 지역에 따라 많은 변천을 거쳤다. 현대 육군 조직은 거의 대부분 18세기 중엽 이후 형성된 유럽식 군제가 보편화되어 있다.
지상 전투를 주임무로 하지만, 많은 나라의 육군은 제한적 임무를 수행하는 육군 항공대를 별도로 운용하고 있으며, 제2차 세계 대전 당시와 달리 육군 항공대는 주로 헬리콥터로 편성되어 있다. 물론 이스라엘 육군처럼 모든 항공기를 공군으로 집중시켜 운용하는 경우도 있으나, 이는 각 국가별로 고유한 전술 교리 및 역사적 경험에 기인한 것이다.
육군, 해군, 공군 간의 상관 관계는 국가마다 조금씩 다르다. 각 국가가 처한 전략 상황에 따라, 육군이 특별히 강한 발언권을 가지는 나라가 있는가 하면 대체적으로 균형을 이루기도 하며, 상대적으로 발언권이 약한 경우도 있다. 대한민국의 경우, 남북 대치 상황의 특수성으로 인해 대한민국 육군이 가장 강력한 발언권을 가지지만, 섬나라인 일본과 영국 같은 경우에는 육군보다 해군에 치중하는 경향이 있다.

## 주요 임무
육군의 공세적 임무는 적의 지상군을 격파하고 적의 영토를 점령하는 것이다. 이와 반대인 수세적 임무는 자국 영토를 침공한 적 지상군을 격퇴하여 자국의 영토를 보존하는 것이다.
공군 및 해군도 이와 동일한 임무를 수행하고 육군과 협력하지만, 최종적으로 승리를 확정짓는 것은 육군의 임무이다. 1991년의 걸프 전쟁에서는 공군 및 주로 미국 해군 항공대의 폭격으로 다국적군이 전황을 쉽게 풀어나간 반면, 1999년 코소보 전쟁에서는 NATO와 미국이 공습을 통해 초반에 유고슬라비아 연방 공화국을 굴복시키려 하였으나 예상 외로 유고슬라비아의 저항이 거세어 공습만으로 해결하지 못하고 지상군 투입을 머뭇거리는 사이에 결국 러시아 등과 외교 협상으로 문제를 해결하게 되었다. 2001년 아프가니스탄 전쟁 및 2003년 이라크 전쟁에서는 결국 다시 지상군이 전면에 투입되었다.

## 병과
대한민국 육군은 다음과 같은 병과들로 구성되어 있다.

### 전투 병과
- 보병
- 포병
- 기갑
- 방공
- 정보
- 공병
- 정보통신
- 항공

### 전투지원 병과
- 화생방
- 수송
- 병기
- 병참

### 전투근무지원병과
- 인사행정
- 정훈
- 헌병
- 재정
- 의무
- 법무
- 군종

## 편제
일반적인 편제는 집단군(Army group, 集團軍) - 야전군(Field army, 野戰軍) - 군단(Corps, 軍團) - 사단(Division, 師團) - 여단(Brigade, 旅團) - 연대(Regiment, 聯隊) - 대대(Battalion, 大隊) - 중대 (Company, 中隊) - 소대 (Platoon, 小隊) - 분대(squad, 分隊) 등이지만, 반드시 이 편제를 따르는 것은 아니다. 대한민국의 특전사의 경우 분대와 소대가 없이 중대가 최하부대단위이며 중대-지역대-대대-여단-사령부의 구조를 갖고 있다. 또한 영국 육군의 경우, "연대" 밑에 대대가 없이 바로 중대 편제가 존재하는데, 이것은 영국 육군의 연대가 과거 중세 시대에 봉건 영주들의 사병 집단에서 유래했기 때문이다. 집단군과 같은 경우는 제2차 세계 대전과 같은 대규모 병력이 광대역 전장에서 전쟁을 벌이는 경우에나 등장했던 예외적인 편제이다. 중화인민공화국이나 러시아 등 넓은 영토를 가진 나라는 군관구제를 채택하여 유지하고 있다.
냉전 종식 후 선진국을 중심으로 군비 감축이 불면서 냉전 시대와 같은 대규모 기갑전을 중시한 중사단(Heavy Divison)은 감축되고, 지역 분쟁 및 저강도 분쟁에 신속하게 대응할 수 있는 규모로 축소되는 경향이 있다. 대한민국의 경우에는 2005년 9월에 발표한 국방개혁 2020을 통해 선진국 추세와 유사한 군 개혁을 추진하고 있다.

## 같이 보기
- 병력에 따른 나라 목록
- 군사 편제
- 준군사조직